# Strevi
Strevi là một đô thị ở tỉnh Alessandria, Italia. Đô thị này nằm về phía đông bắc của Acqui Terme.